# Магомедов, Расул Магомедович (кикбоксер)
Расул Магомедович Магомедов (10 февраля 1979, Буйнакск, Дагестанская АССР, РСФСР, СССР) — российский кикбоксёр, чемпион мира.

## Биография
Спортом занимался с 1992 года. Является воспитанником махачкалинской ДФБИ и школы при МАДИ, занимался под руководством А. С. Амирова. Чемпион мира по кикбоксингу 1997 года. В 2020 году избран депутатом городского собрания Махачкалы. Член партии Единая Россия. В тот год работал старшим лейтенант таможенной службы. Работает начальником отдела геологического надзора управления недропользования Министерства природных ресурсов и экологии  Республики Дагестан.

## Достижения
- Чемпионат мира по кикбоксингу 1997

## Личная жизнь
В 1996 году окончил среднюю школу № 4 в Буйнакске. Аварец. В 2002 году окончил Дагестанский государственный технический университет.  Женат имеет троих детей.